# 선수촌공원로

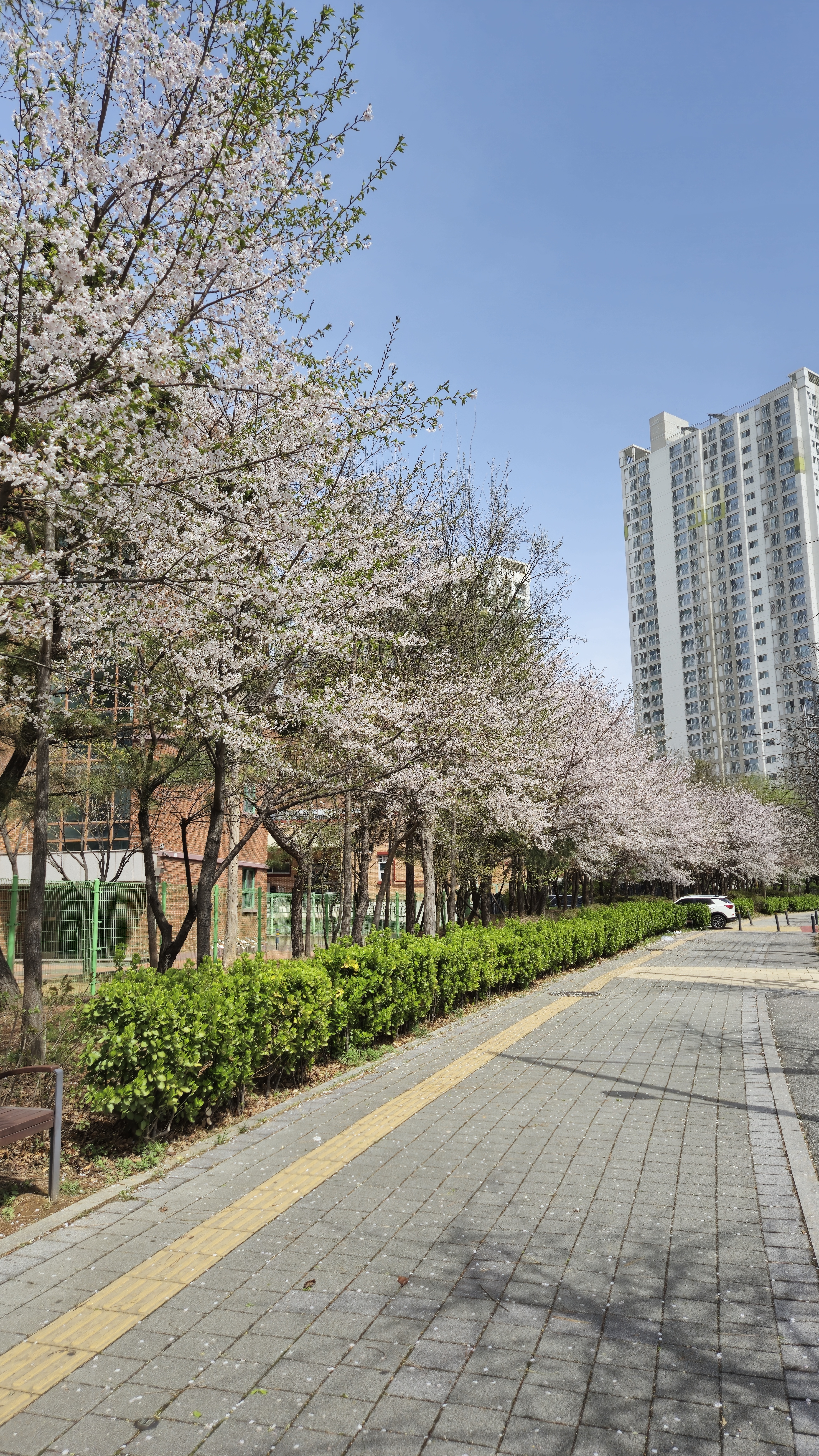
선수촌공원로 벚꽃길

선수촌공원로는 인천광역시 남동구 구월동에 있는 도로이다. 서창동 795-1을 기점으로 서창동 439-1 종점으로 하고 있으며, 길이는 1,047m(1.04Km)의 짧은 도로이다. 

## 개요
선수촌공원로는 인천아시아경기대회(인천아시안게임 2014)의 의미를 살린 도로명으로 명명되었으며, 2014년 07월 25일 고시 및 효력이 발생되었다. 기점과 종점이 남동구 구월동 아시아드 단지 재개발 전의 지번주로 구성되어 있지만, 현행 구월1동으로 행정구역이 명시되어 있다.
가지길로 선수촌공원로23번길, 선수촌공원로17번길, 선수촌공원로55번길이 존재한다. 가로수는 벚꽃이 피며, 구월아시아드선수촌근린공원이 인근에 있다. 구월동 및 남동구 행사 또는 인천광역시 시청 행사가 종종 만국광장에서 열리기도 한다.

## 주요시설
구월1동 행정복지센터(청사)건물이 현행 남동생활문화센터에서 확장 이전 및 개소 하였다.
- 구월1동행정복지센터(구월1동복합청사) : 선수촌공원로 104
- 구월아시아드선수촌1단지 : 선수촌공원로 85
- 구월아시아드선수촌2단지 : 선수촌공원로 96
- 두플라스2
- 아이큰별유치원
- 인천성리중학교
- 인천성리초등학교
- 구월테크노벨리A,B,C,D
- 구월아시아드선수촌근린공원

## 연결도로
- 인주대로676번길
- 인하로

## 교통
- 51번 버스 : 인천 마을버스(기점 정류소)

## 사진
주요시설 및 도로

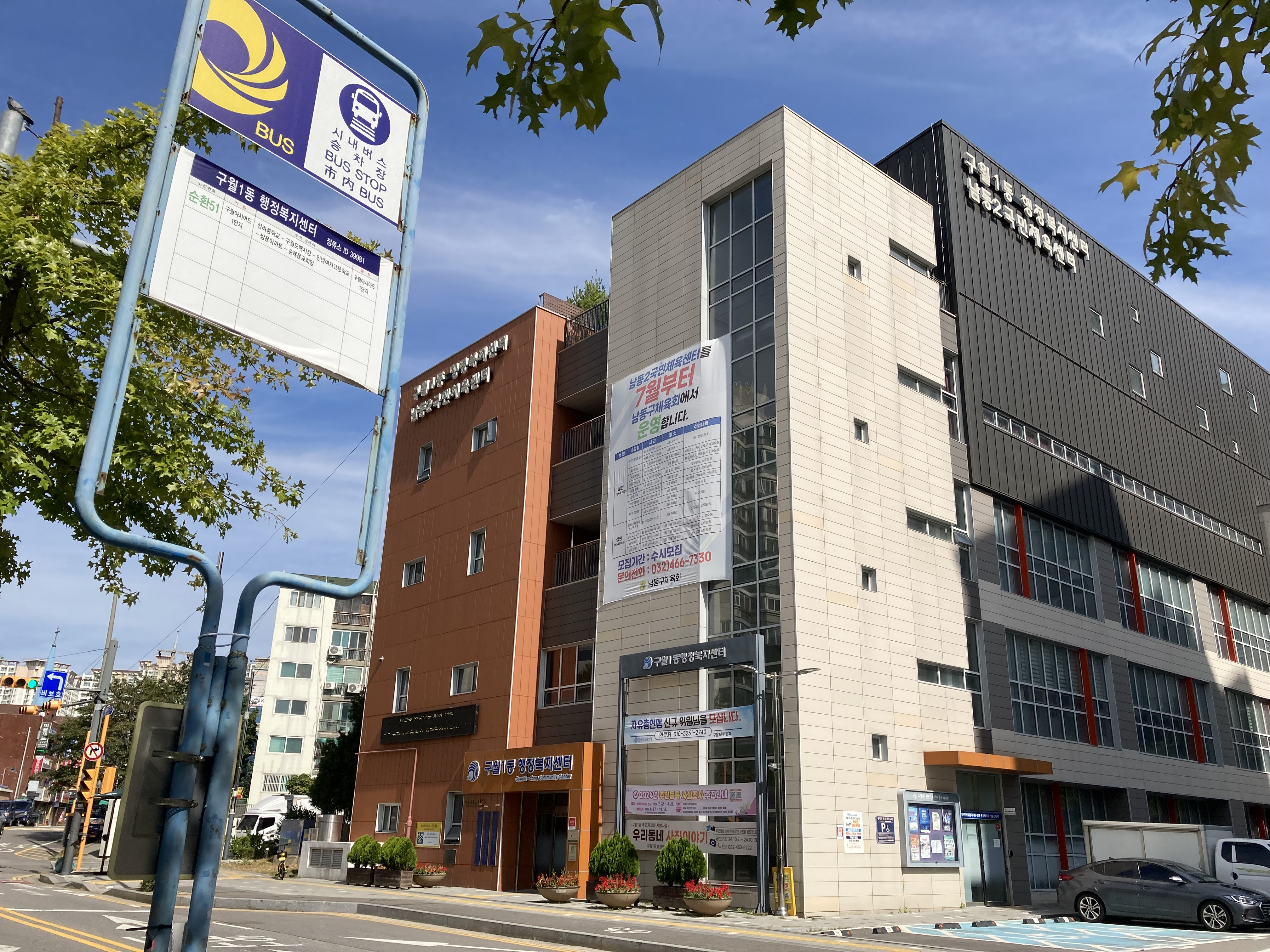
구월1동 행정복지센터(선수촌공원로 104)
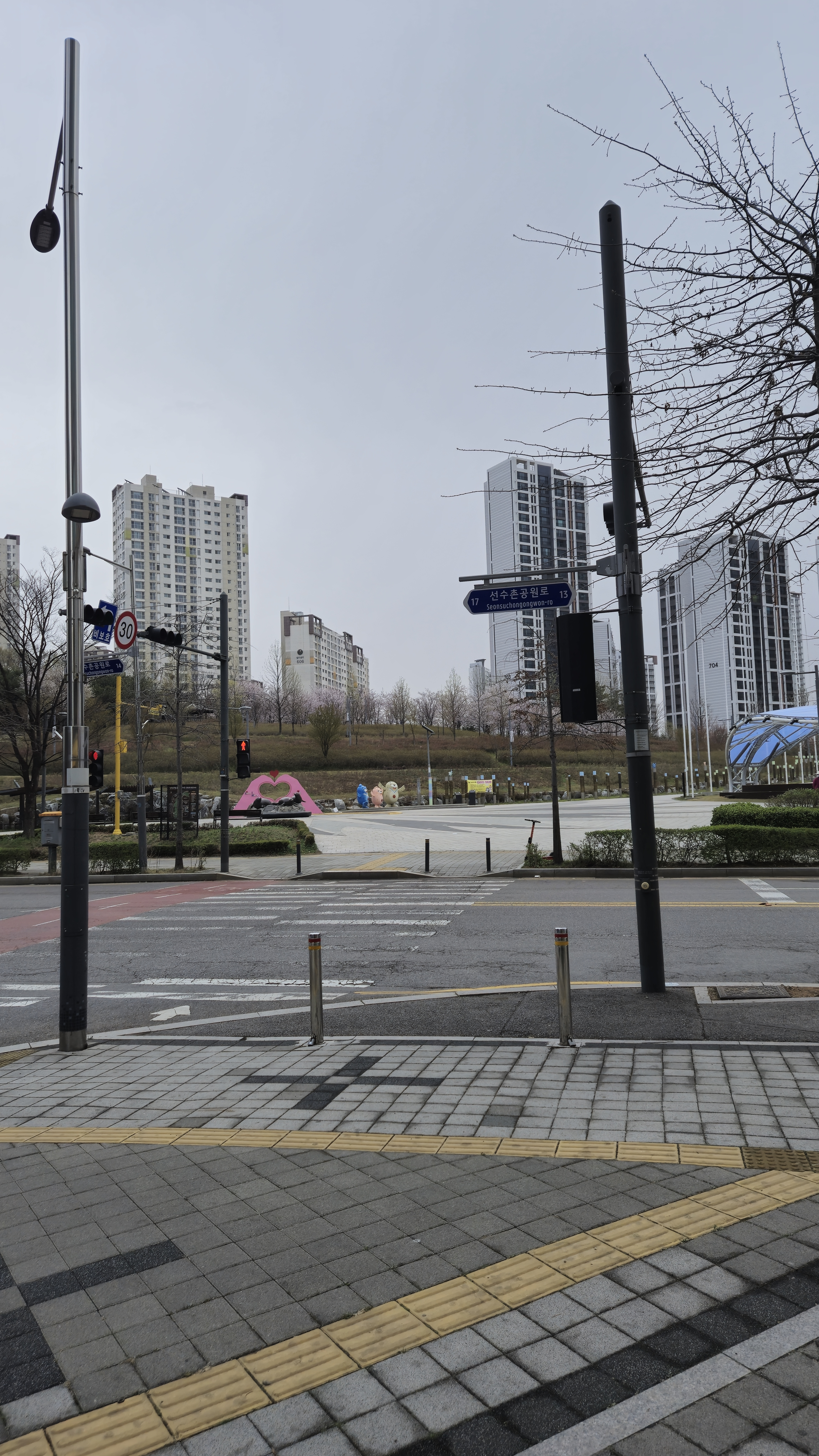
인천아시아드(구월아시아드근린공원, 만국광장)
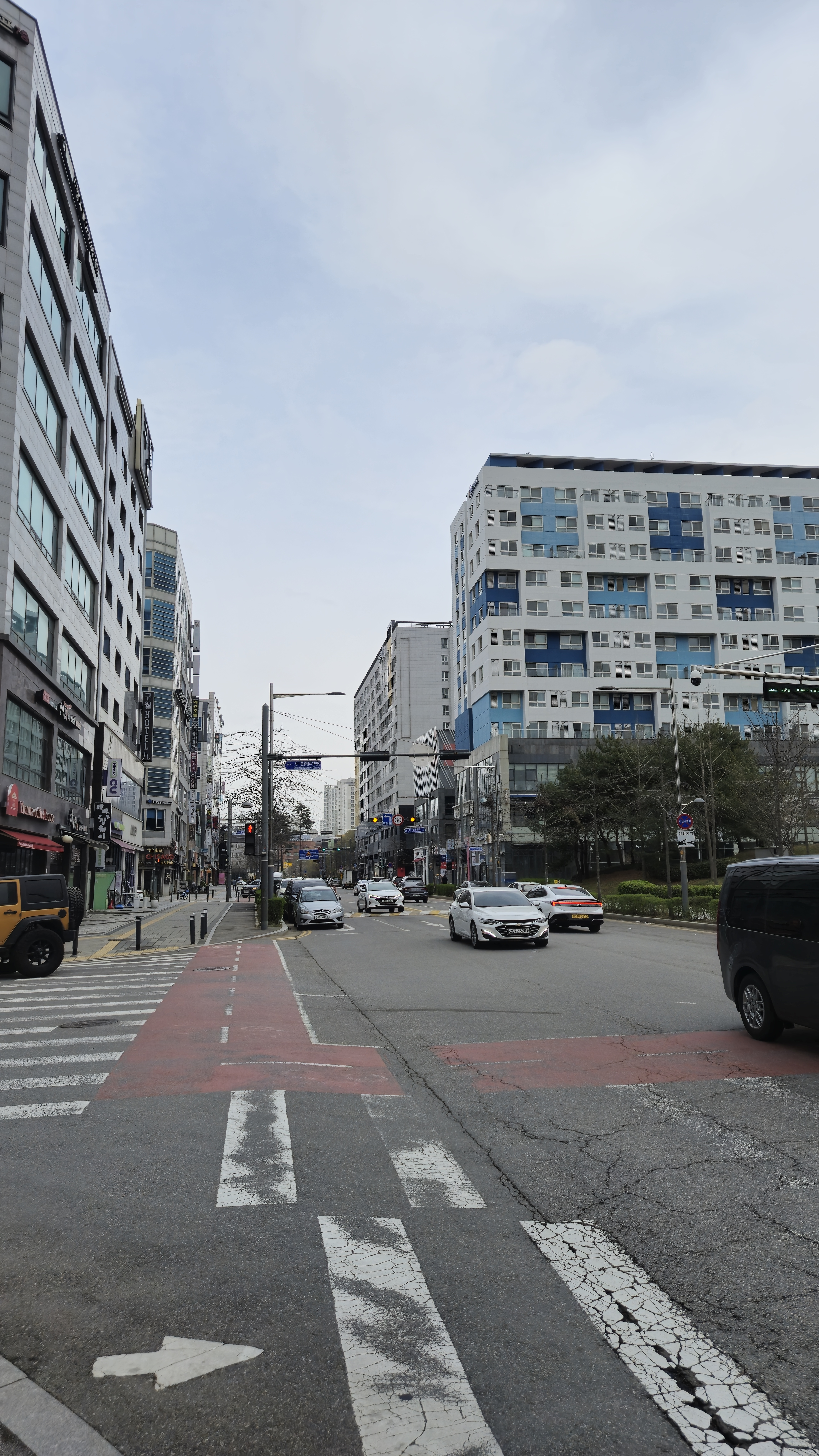
선수촌 상행방향(두플라스2)
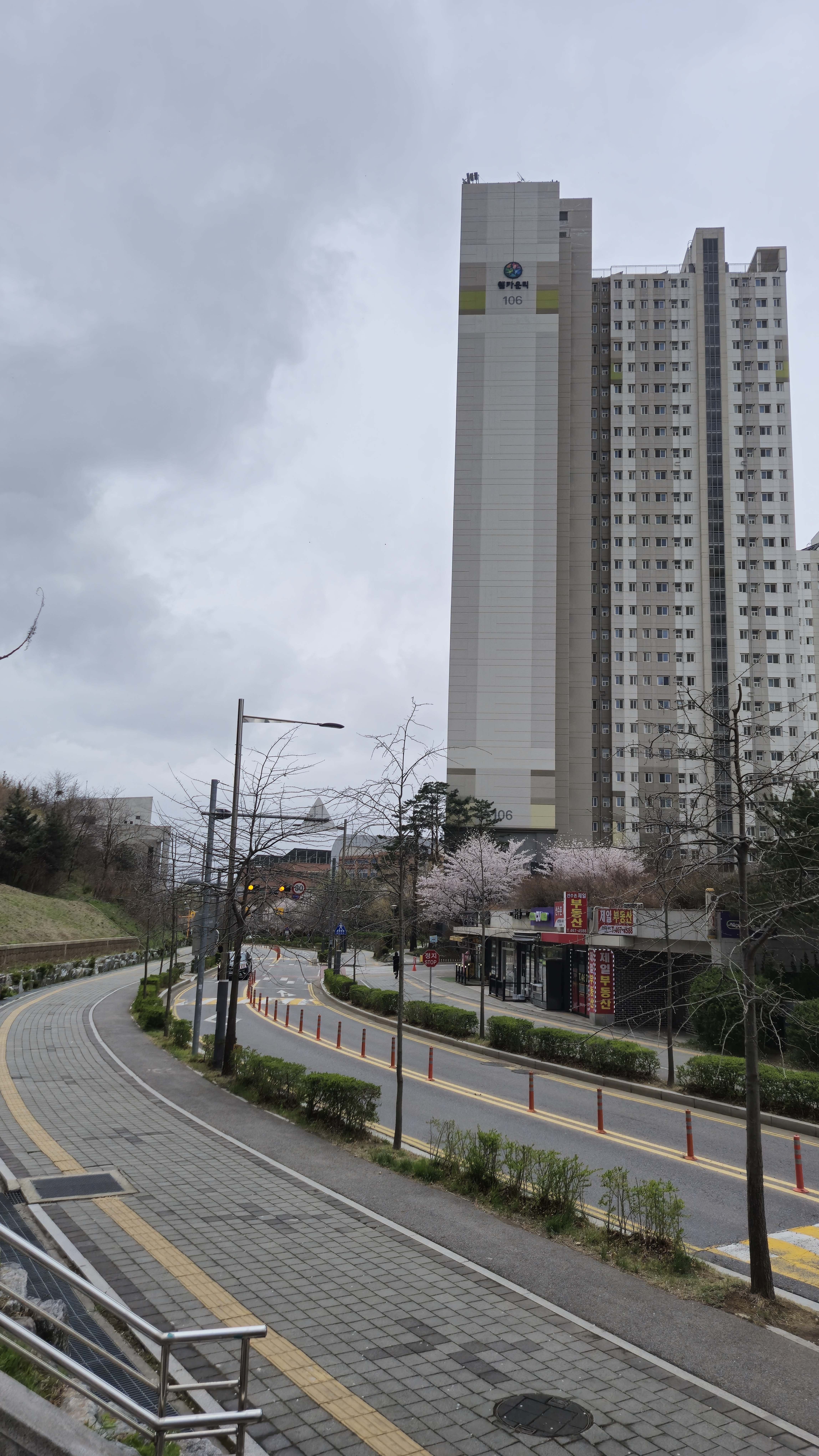
선수촌아파트 1단지
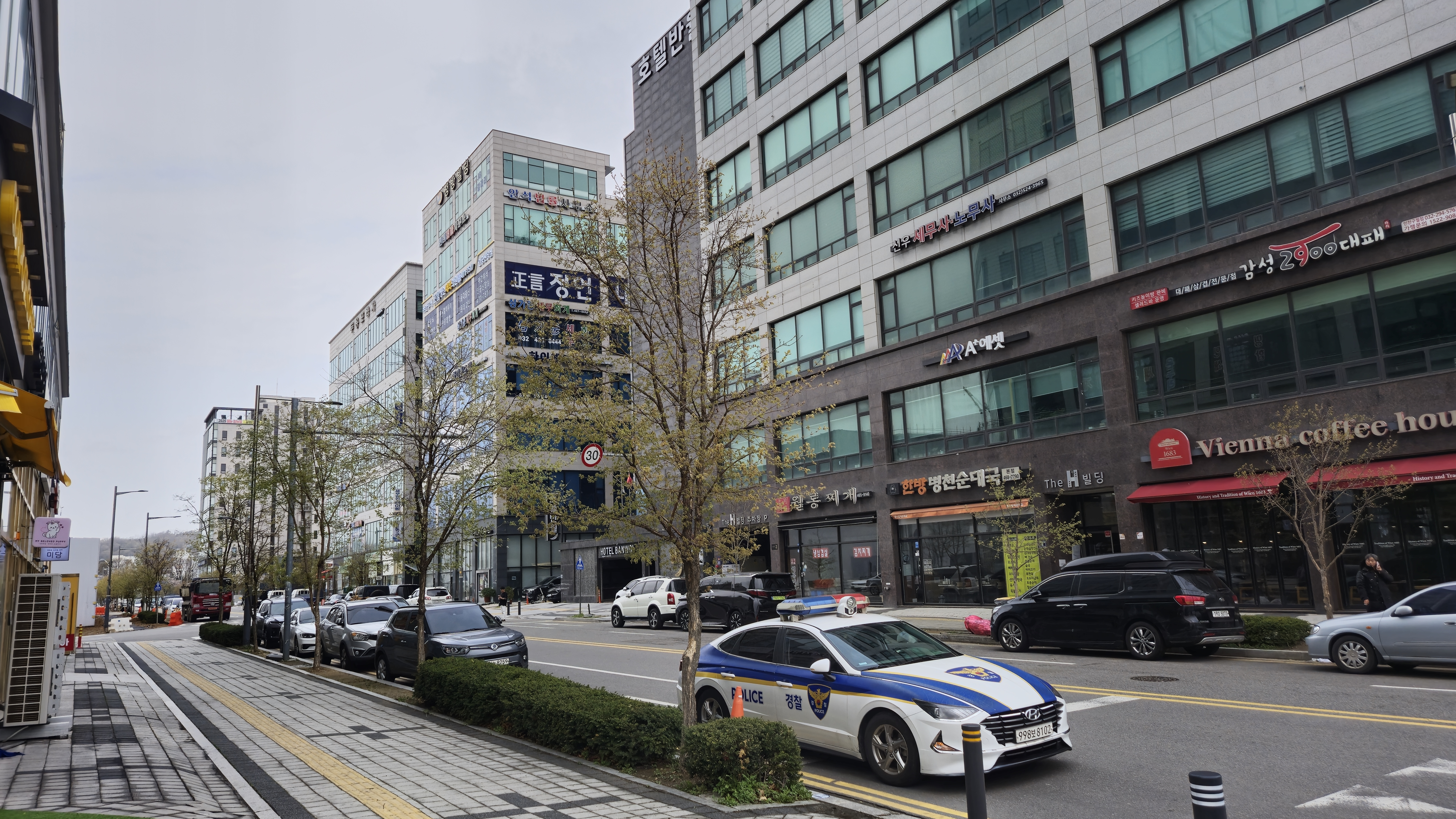
선수촌 하행방향(구월테크노벨리 측면)
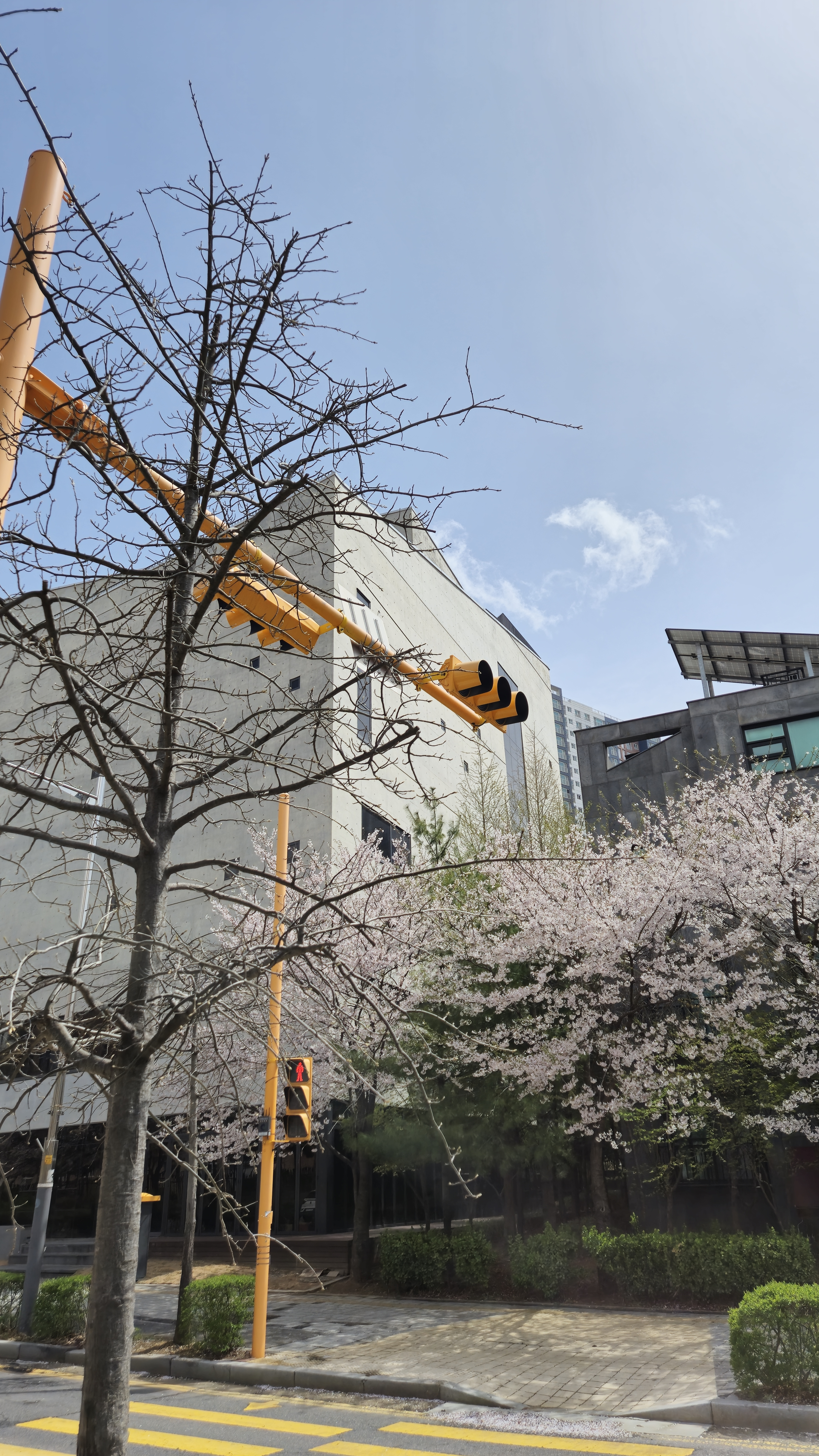
선수촌공원로 학교앞 신호등
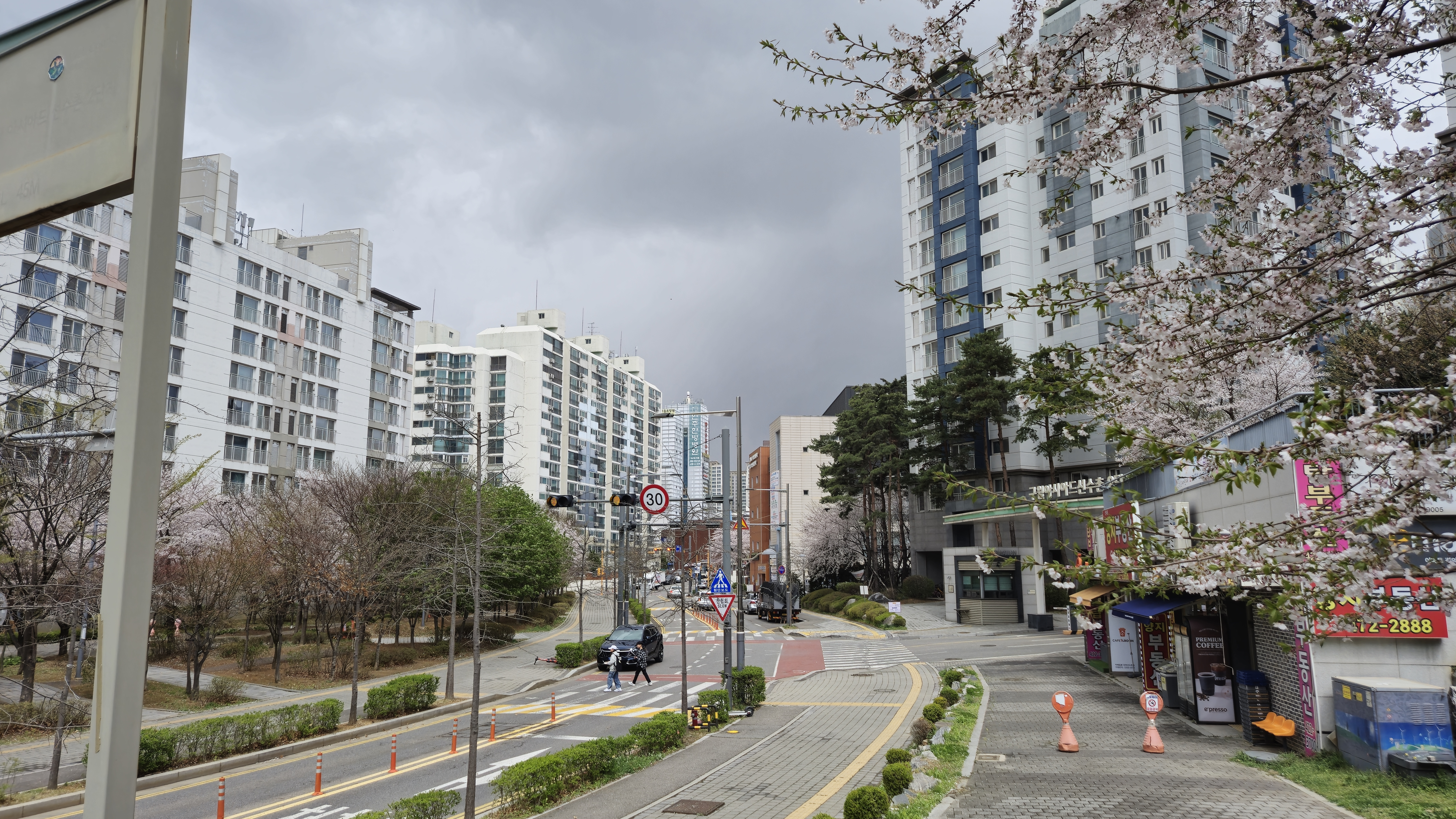
선수촌아파트 2단지
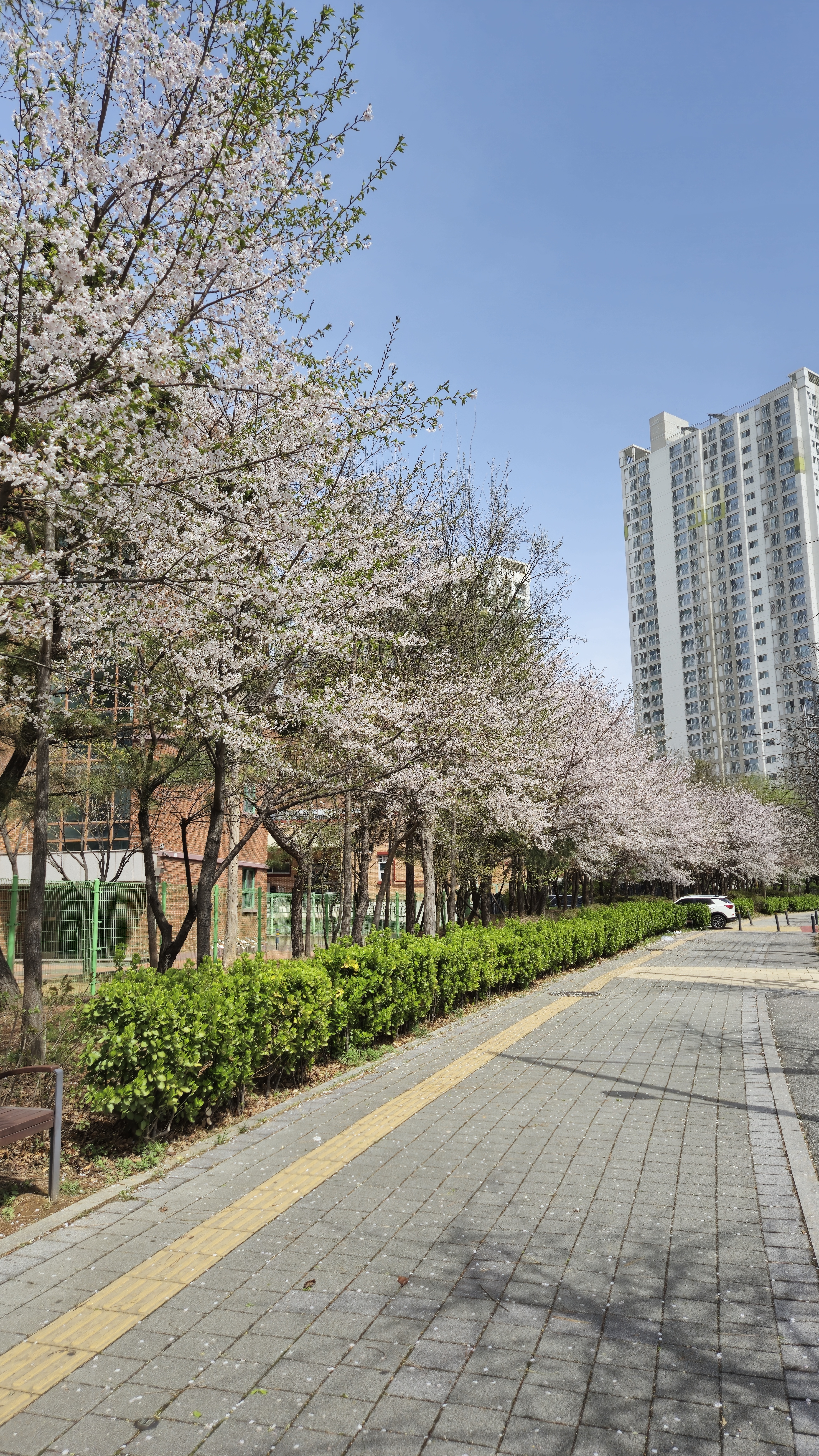
선수촌공원로 벚꽃길
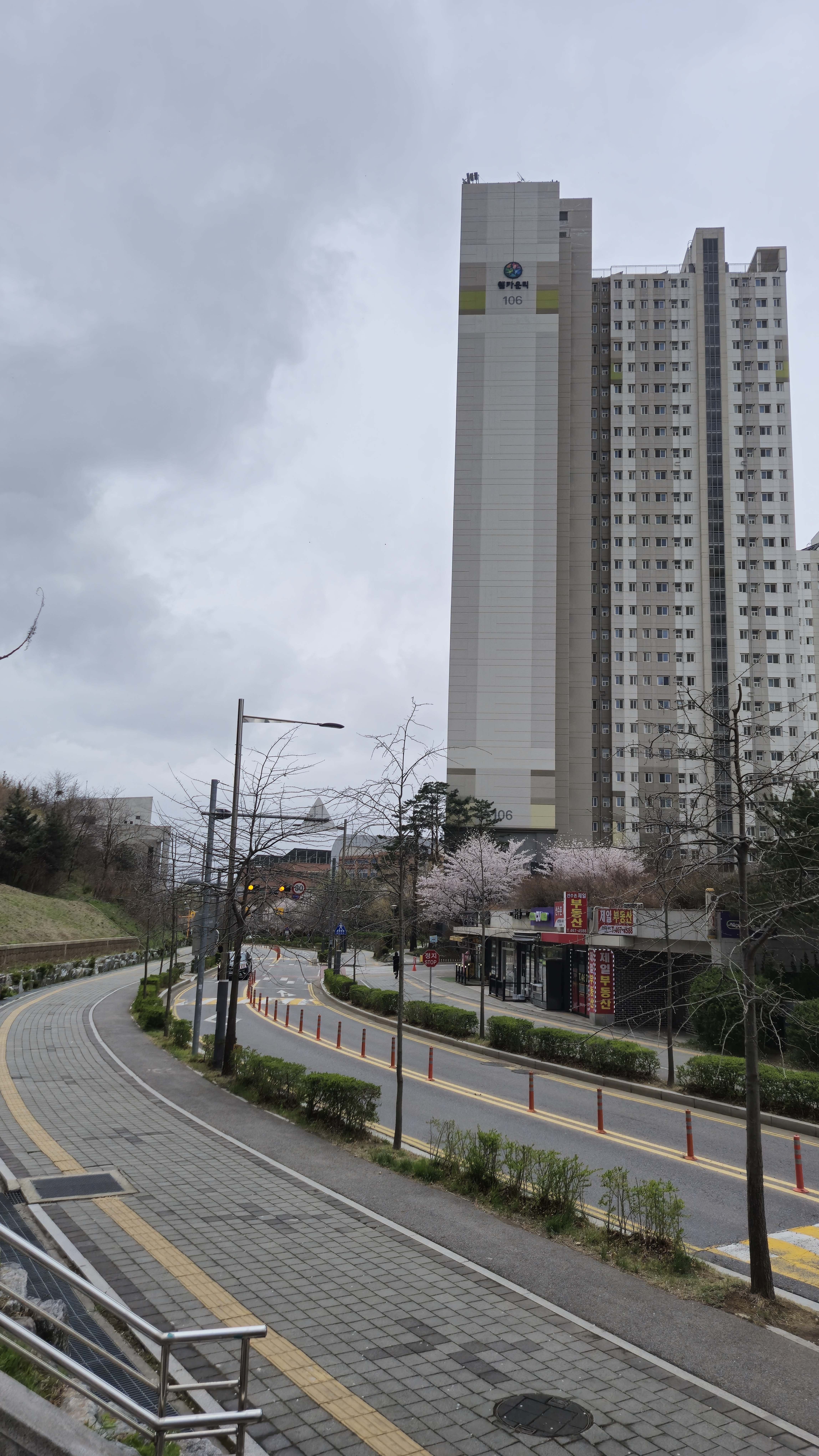
선수촌공원로 1단지
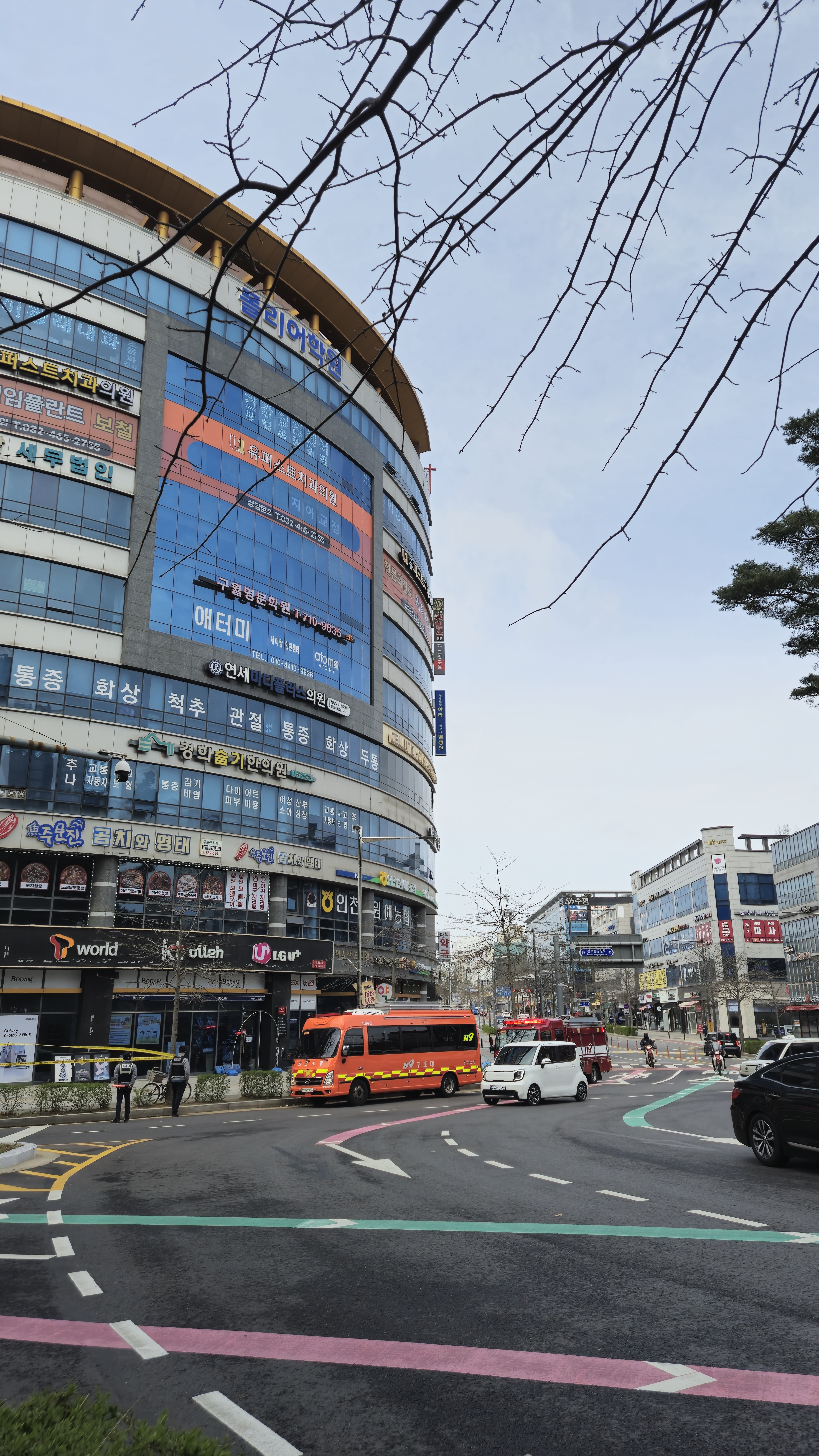
선수촌아파트 로터리
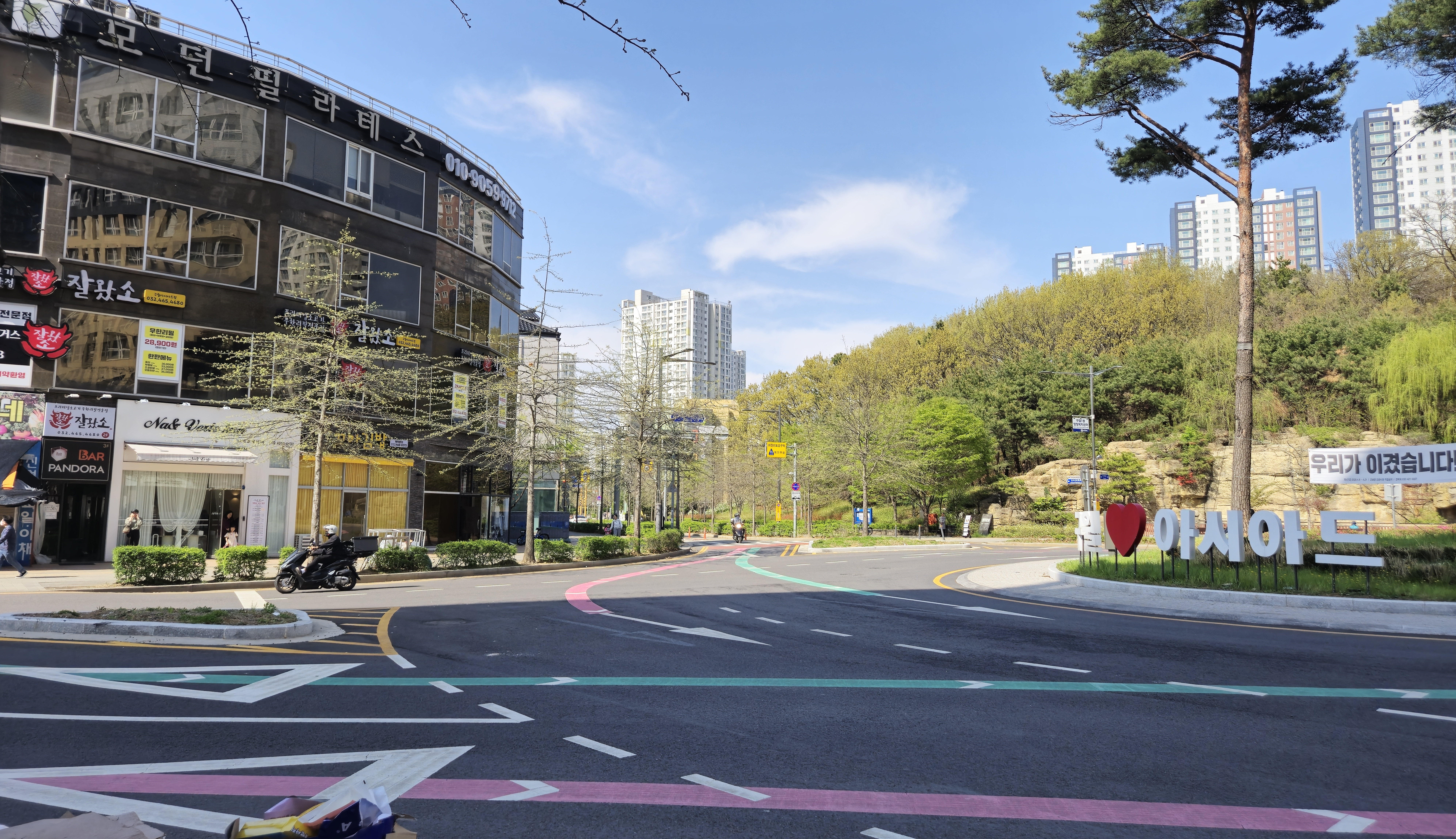
선수촌아시아드 로터리
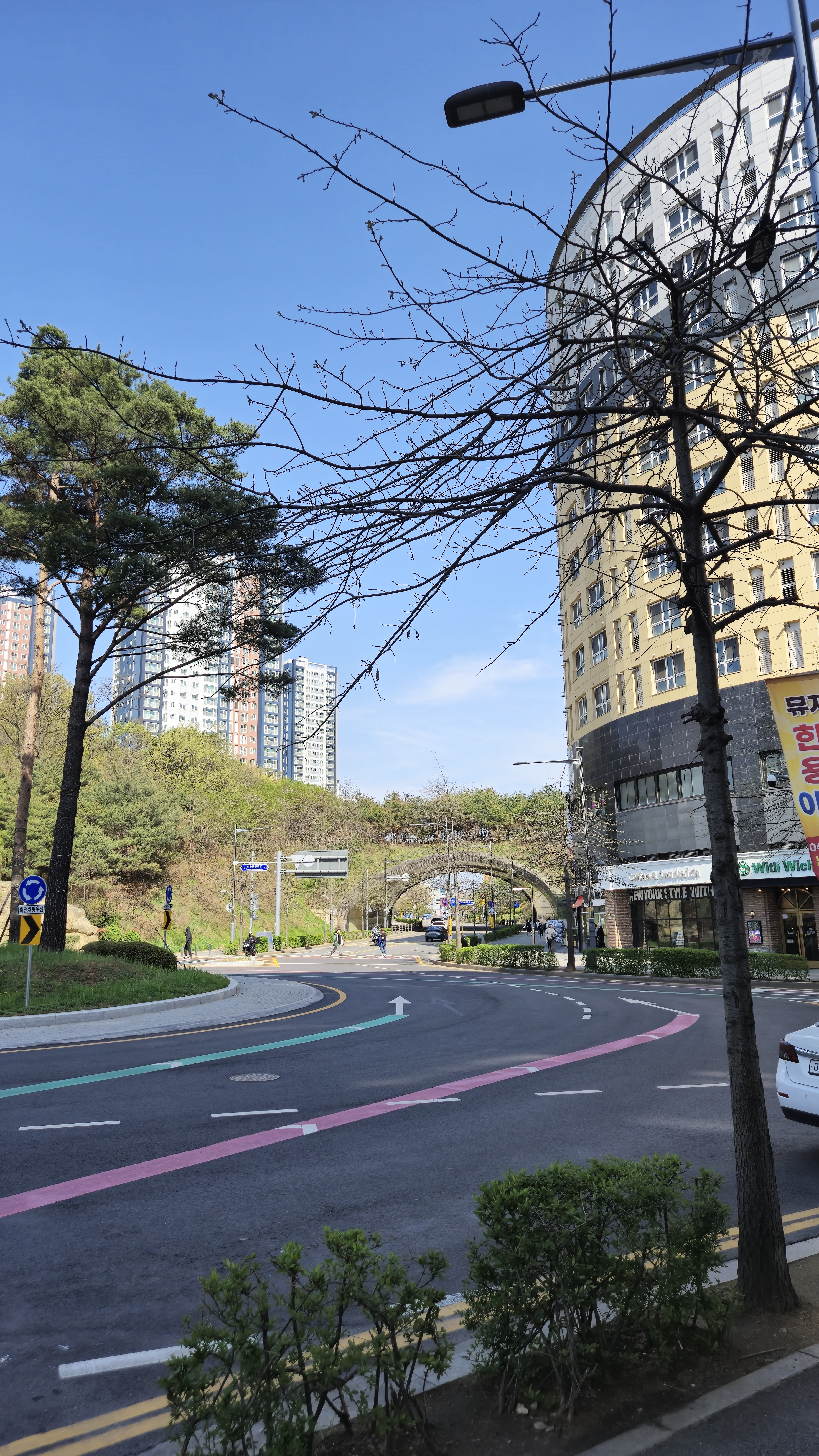
선수촌아시아드 자연다리(근린공원 자연공원길)

구월아시아드선수촌근린공원측 화단 및 정원

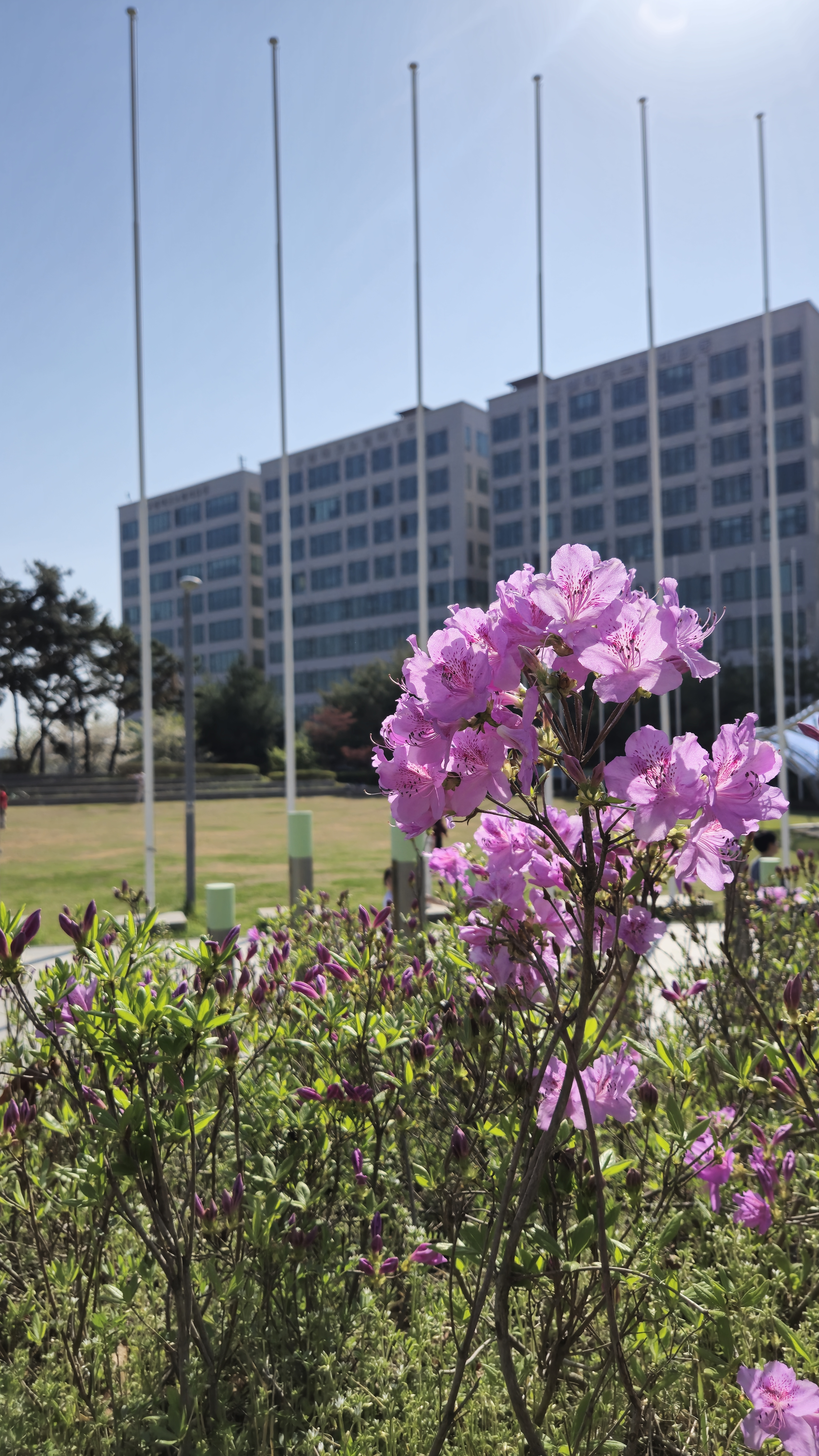
선수촌공원로와 인접한 구월아시아드선수촌근린공원
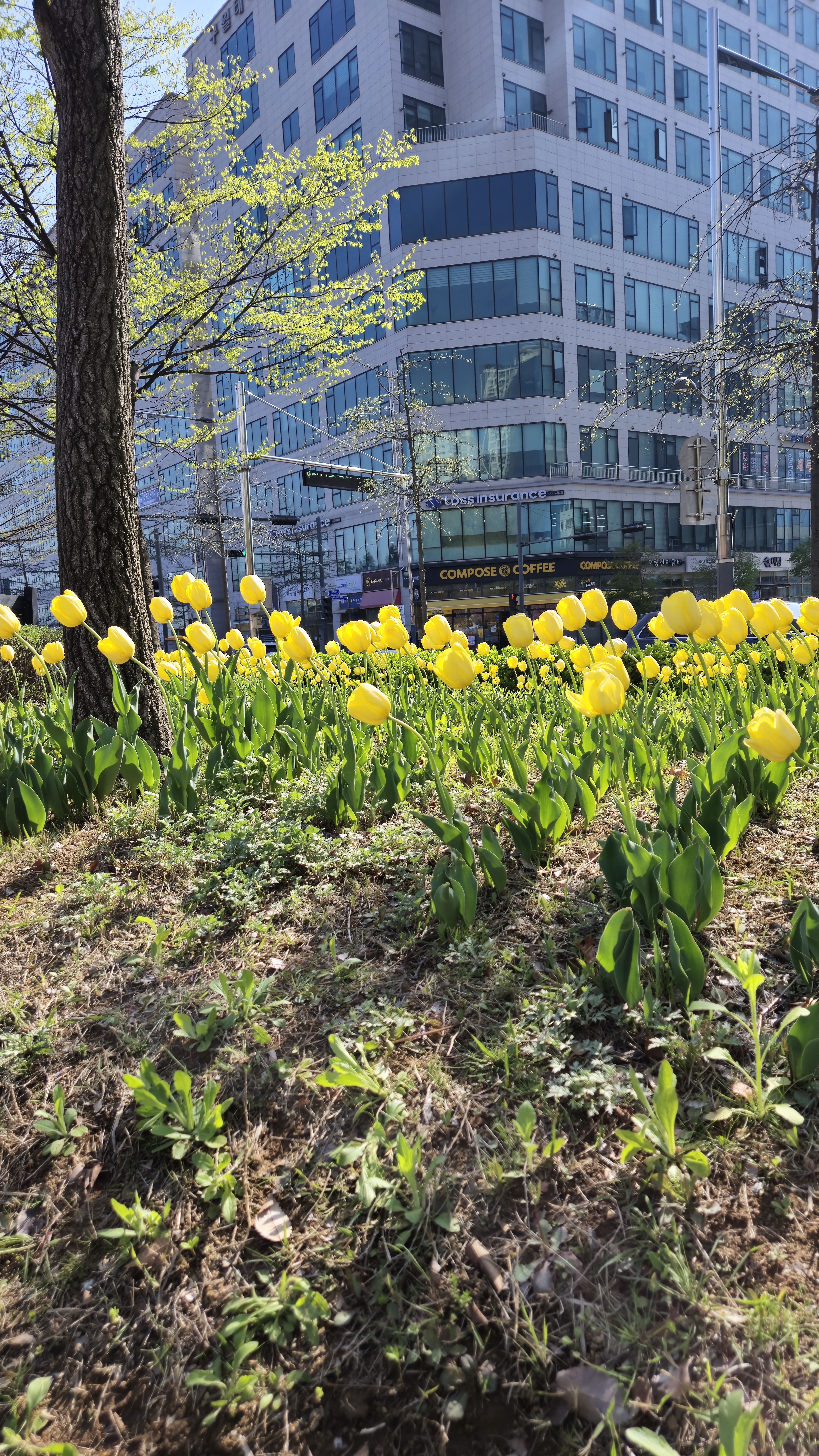
선수촌공원로와 인접한 구월아시아드선수촌근린공원(튤립정원)
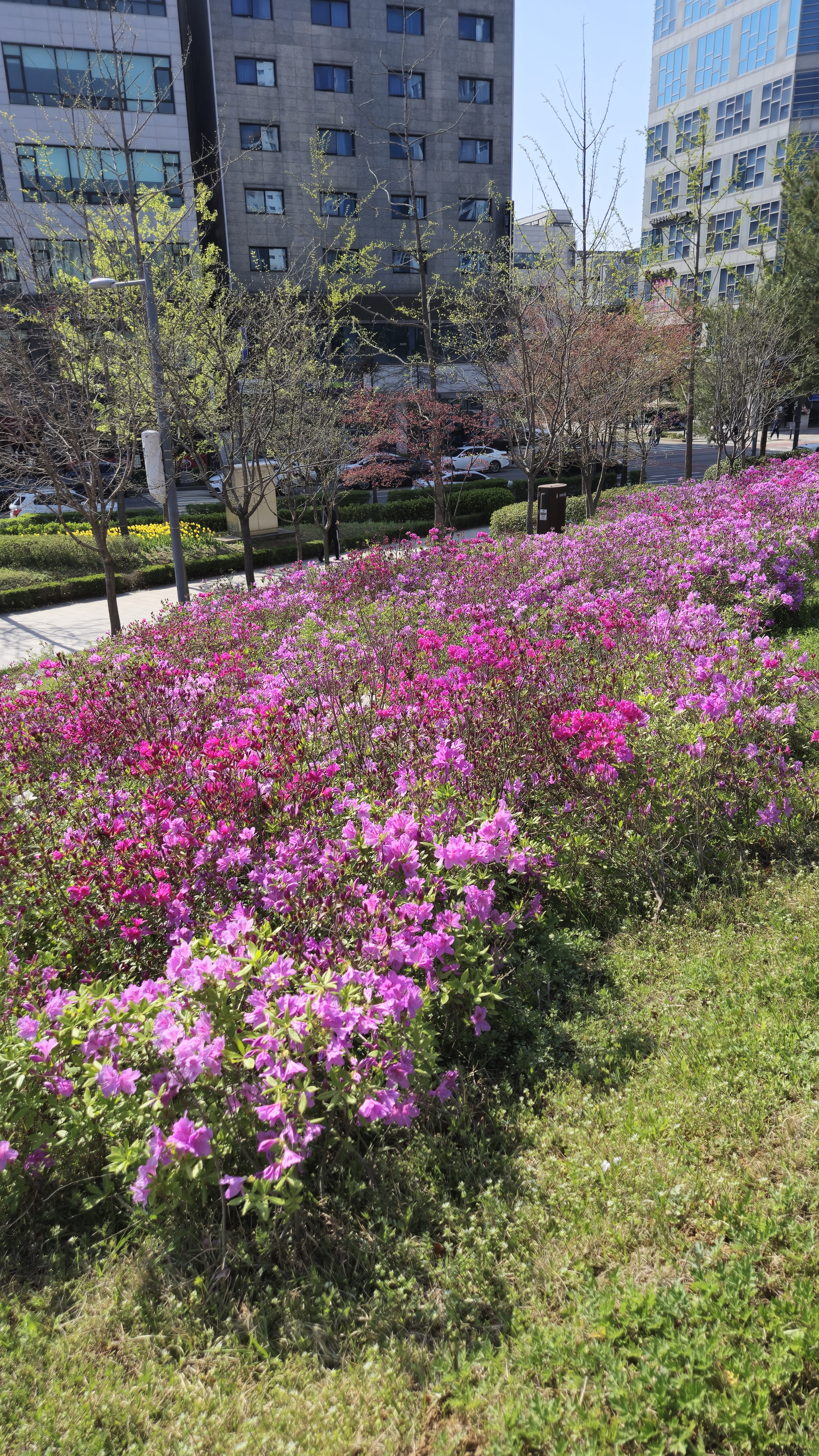
선수촌공원로와 인접한 구월아시아드선수촌근린공원 (철쭉공원)
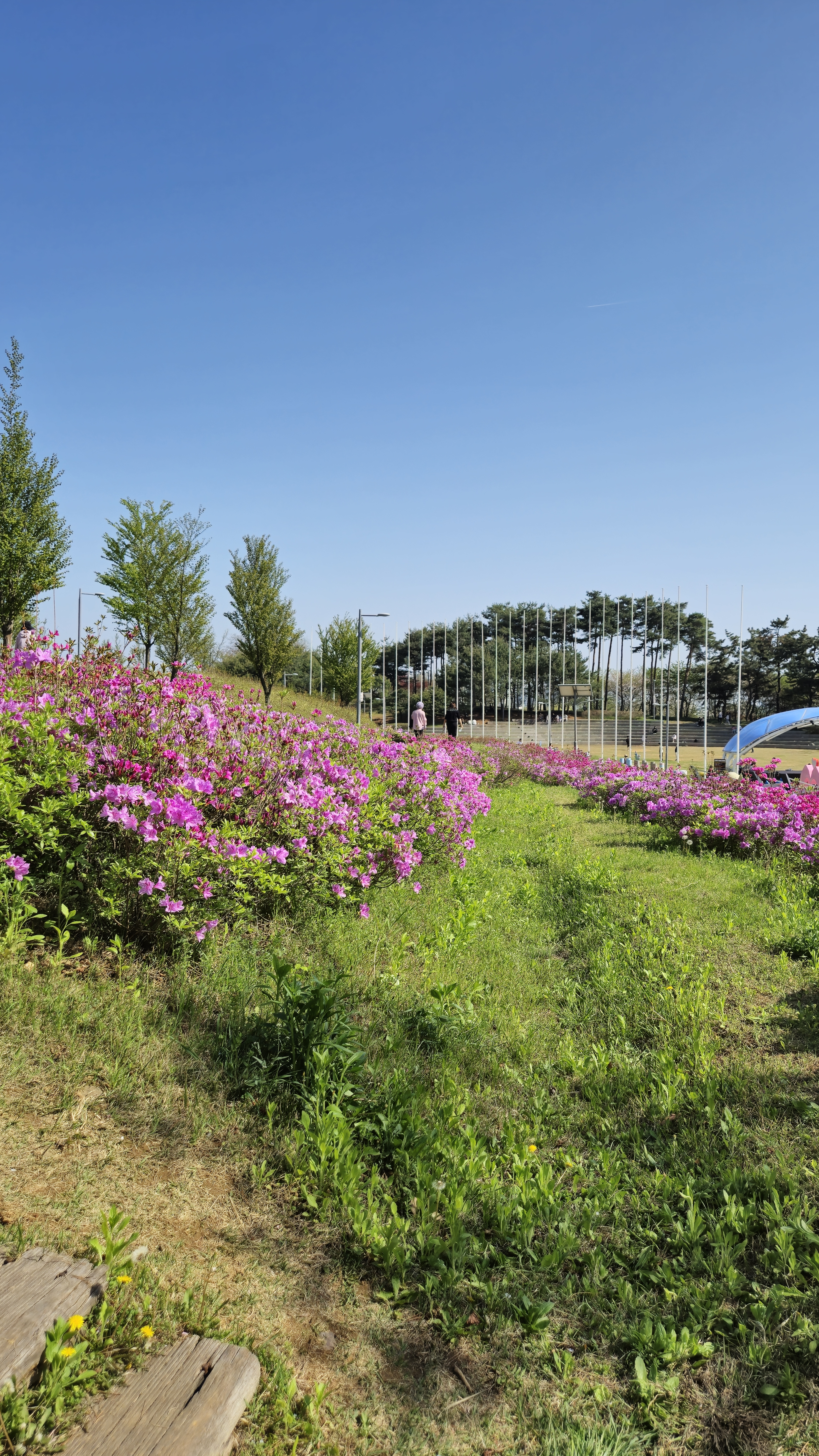
선수촌공원로와 인접한 구월아시아드선수촌근린공원 (철쭉공원)
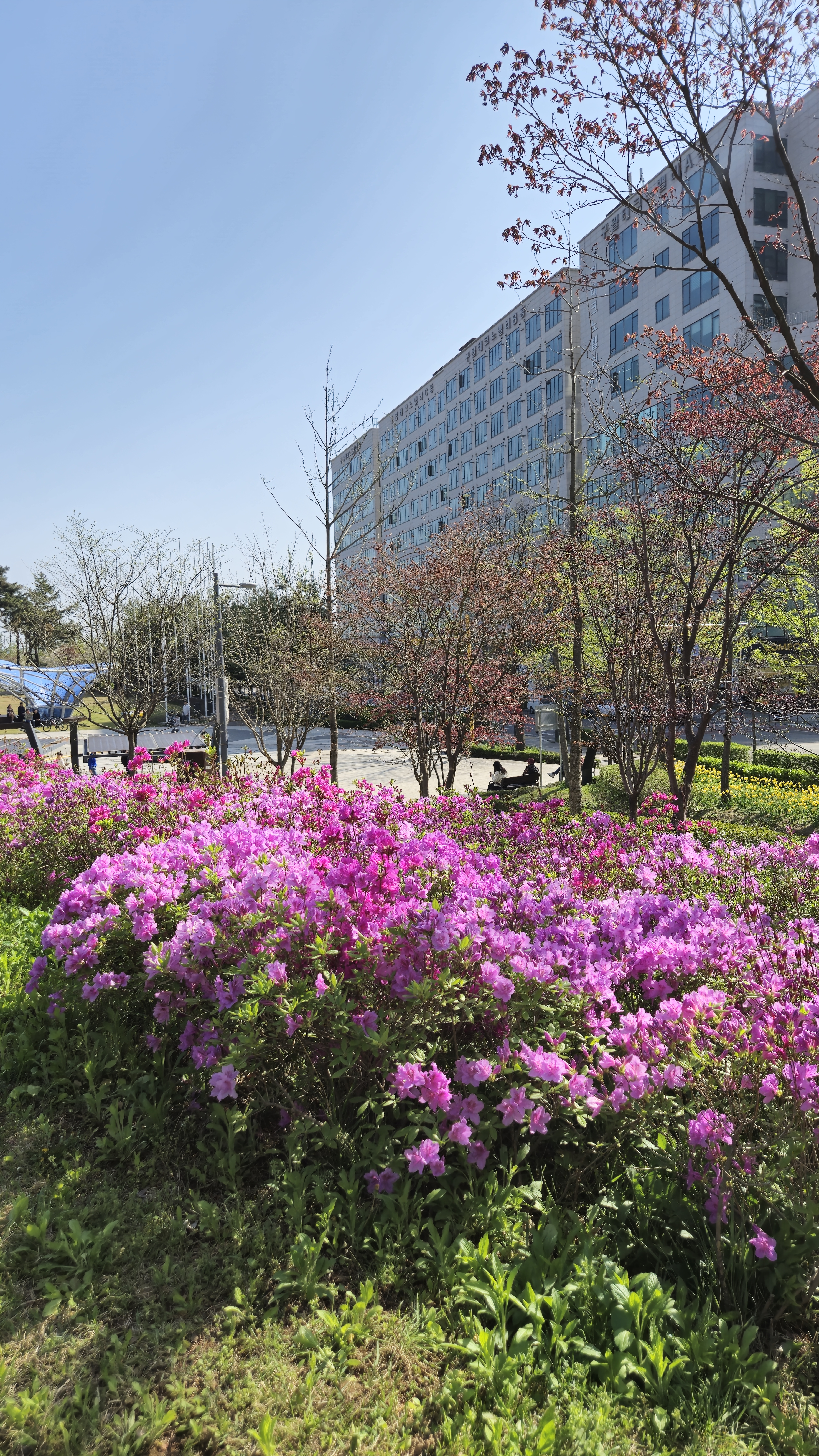
선수촌공원로와 인접한 구월아시아드선수촌근린공원 (봄꽃공원)